# 닥터의 승부
《닥터의 승부》는 JTBC의 프로그램이다. 의학과 관련된 각 분야 최고의 전문의들이 나와 건강·의료와 관련된 속설과 궁금증을 의학적으로 규명해 보는 프로그램이다.

## 방송 시간
- 2011년 12월 16일 ~ 2011년 12월 30일 : 매주 금요일 밤 10시 50분 ~ 11시 50분
- 2012년 1월 3일 ~ 2012년 10월 23일 : 매주 화요일 밤 11시 ~ 12시
- 2012년 11월 4일 ~ 2014년 9월 21일 : 매주 일요일 저녁 7시 30분 ~ 8시 45분
- 2014년 9월 27일 ~ 2015년 1월 17일 : 매주 토요일 저녁 8시 30분 ~ 9시 45분
- 2015년 1월 25일 ~ 2015년 8월 30일 : 매주 일요일 밤 11시 ~ 12시 20분

## 진행방법
주제는 양자택일식으로 주어지며 주제가 나오면 답을 하나 선택한 후 돌아가면서 자신의 의견을 제시하거나 다른 이의 의견을 반박하며 논쟁하는 식으로 진행된다.

## 출연자
MC
- 이휘재 (2013년 4월 7일 ~ 2015년 8월 30일)
- 정형돈 (2011년 12월 16일 ~ 2015년 8월 30일)
- 최은경 (2015년 4월 26일 ~ 2015년 8월 30일)

패널
- 조형기
- 유지인
- 이경애
- 이혜정

 닥터군단 
- 민영일
- 고도일
- 남연우 외 다수

역대 MC
- 김용만 (2011년 12월 16일 ~ 2013년 3월 31일)
- G.NA
- 박은지
- 박지윤

## 기타
《닥터의 승부》 방송 내용 중 실생활에 도움이 될 만한 건강정보를 엄선하여 16인의 닥터가 책으로 편찬하였다.